# BSV Cottbus-Ost
BSV Cottbus-Ost is een Duitse voetbalclub uit de Brandenburgse stad Cottbus.

## Geschiedenis
De club werd in 1899 opgericht als FV Brandenburg 1899 Sandow. Sandow was een voorstad van Cottbus, dat in 1904 een deelgemeente werd. De naam werd later ook veranderd in FV Brandenburg 1899 Cottbus. De club was in 1900 medeoprichter van de Nederlausitzse voetbalbond. Tot 1904 lukte het niet om een volwaardige competitie op touw te zetten. Bij het eerst volledige kampioenschap in 1904/05, waaraan zes clubs deelnamen, werd de club derde. Na dit seizoen ging de voetbalbond op in de nieuwe Zuidoost-Duitse voetbalbond. De kampioen van Neder-Lausitz mocht tegen de kampioen van Breslau spelen voor een ticket in de nationale eindronde, maar verloor met 3-1 van SC Schlesien Breslau. In 1907/08 was de competitie nog niet voltooid toen de eindronde aanbrak. Alemannia werd als leider afgevaardigd en zou tegen VfR 1897 Breslau aantreden, maar door protesten van eerste achtervolger Brandenburg Cottbus werd uiteindelijk geen deelnemer afgevaardigd. Uiteindelijk eindigden beiden teams eerste en kwam er een beslissende wedstrijd. De wedstrijd is nooit gespeeld en om onbekende redenen werd de titel aan Brandenburg toegekend.
De volgende jaren moest de club zijn meerdere erkennen in clubs als Alemannia Cottbus, Cottbuser FV 1898, Askania Forst en Viktoria Forst, al eindigde de club van 1909 tot 1914 steevast in de top drie. In 1913 fuseerde de club met SC Preußen 06 Cottbus, dat enkel in de tweede klasse actief was. 
Ook na de oorlog bleef de club in de subtop eindigen en werd in 1927 nog eens kampioen, waardoor ze zich plaatsten voor de eindronde. In de finaleronde werd de club vierde, achter drie clubs uit Breslau. Ook in 1927/28 wist de club de titel te bemachtigen en in de finaleronde werd opnieuw de vierde plaats bereikt. De volgende jaren eindigde de club telkens derde of vierde. 
In 1933 werd de Gauliga ingevoerd onder impuls van het Derde Rijk. De overkoepelende voetbalbonden werden opgeheven en de ontelbare hoogste klassen verdwenen en ruimden plaats voor zestien Gauliga's. Omdat Cottbus in de provincie Brandenburg lag werd de club ingedeeld bij de Gauliga Berlin-Brandenburg. De meeste tegenstanders uit de Zuidoost-Duitse voetbalbond kwamen uit Silezië, maar die kregen nu hun eigen Gauliga. FV Brandenburg kwalificeerde zich niet voor de hoogste klasse en slaagde er ook nooit in om te promoveren in de competitie die gedomineerd werd door de sterke teams uit de hoofdstad Berlijn.
Na de Tweede Wereldoorlog werden alle Duitse voetbalclubs ontbonden. De club werd heropgericht als SG Cottbus-Ost. In 1948 werd de club kampioen van Brandenburg en plaatste zich zo voor het kampioenschap van de oostelijke bezettingszone, wat overeenkwam met de latere DDR. De club verloor in de kwartfinale van SG Weimar-Ost. Het volgende seizoen kon de club zich niet kwalificeren voor de nieuwe DDR-Oberliga, de nieuwe hoogste klasse die voor heel Oost-Duitsland gold. Hiermee lag Oost-Duitsland voor op West-Duitsland dat nog vijf hoogste klassen telde en pas in 1963 naar één reeks ging. De club speelde in de nieuwe DS-Liga, de latere DDR-Liga. Nadat de club kort Rot-Weiß Cottbus heette werd de naam in 1951 gewijzigd in ZSG Textil Cottbus en in 1952 in Fortschritt Cottbus. Na twee seizoenen degradeerde de club, net als stadsrivaal Lokomotive Cottbus uit de tweede klasse. In de tegenstelling tot de andere clubs uit Cottbus, Lokomotive, Energie en Vorwärts had de club geen moederbedrijf dat de club financieel steunde waardoor Fortschritt niet uit de derde of vierde klasse meer kon geraken.
Na de Duitse hereniging werd de naam veranderd in BSV Cottbus-Ost.

## Erelijst
Kampioen Neder-Lausitz
1906, 1908, 1927, 1928
Kampioen Brandenburg
1948